# Bicariña
Bicariña es un cultivar de higuera de tipo higo común Ficus carica, unífera (con una sola cosecha por temporada, los higos de otoño), con higos de epidermis con color basal de fondo verde claro, y con otros colores de sobre color sin bandas regulares, y con zonas irregulares amarillas, con lenticelas de cantidad intermedia de un tamaño mediano de color blanco. Se cultiva en todas las islas del archipiélago de las Islas Canarias (España).

## Sinonimia
- “Bigoriña” en el archipiélago canario,[3][5][6]
- “Bucareña”
- “Colorada”
- “Cotia”
- “Tarajala”
- “Vicariña”

## Historia
Según las crónicas de los primeros exploradores que llegaron al archipiélago de las islas Canarias, ya atestiguaron de la presencia de higueras y del consumo de higos en su dieta cotidiana, por parte de la población aborigen guanche de Tenerife.
La variedad 'Bicariña' está localizada en todas las islas Canarias, fruta muy similar a la variedad 'Bacuriña' cultivada en la isla de La Palma, pero de mayor tamaño. Probablemente originaria de Portugal, donde es conocida y cultivada, aunque en lugares muy localizados.
El « Instituto Canario de Investigaciones Agrarias » (ICIA), organismo autónomo dependiente del Gobierno de Canarias, en una iniciativa que se inscribe en el Programa de Cooperación Transnacional Madeira-Azores-Canarias (MAC 2007-2013), y en el proyecto AGRICOMAC, destinado a fomentar el uso de variedades tradicionales en el sector agrícola de la Macaronesia, estudia variedades de higuera con gran potencial productivo y comercial para la implantación de su cultivo en las islas Canarias.

## Características
La higuera 'Bicariña' es una variedad unífera de tipo higo común de una sola cosecha por temporada, los higos de otoño. Árbol de vigorosidad elevada, y un buen desarrollo en terrenos favorables, copa redondeada muy apretada. Sus hojas son de 5 lóbulos en su mayoría, lóbulosanchos con la forma del lóbulo central ancha, con localización de pequeños lóbulos laterales en el lóbulo central y en los lóbulos laterales, y un grado de profundidad del lóbulo medianamente marcado. Forma de la base de la hoja acorazonada, con longitud x anchura: 17,82 x 15,46 cm, siendo su área (en cm²) intermedia, con long. peciolo/long. hoja de 0,48. Con dientes presentes solo en los márgenes superiores, siendo el margen crenado. Densidad de pelos en el haz escaso y densidad de pelos en el envés intermedio con nerviación aparentes y color de verde claro a verde. Peciolo de longitud larga con un grosor 5,06 mm, forma redondeada color verde claro. 'Bicariña' tiene un desprendimiento de higos escaso, con un rendimiento productivo mediano y periodo de cosecha medio. La yema apical cónica de color verde amarillento.
Los frutos de la higuera 'Bicariña' son frutos de forma (indice) globosa, la forma puede variar según la localización, siendo su diámetro máximo ovoide, con la forma en el ápice aplanada redondeada. Los higos son de tamaño mediano, sus frutos son simétricos en la forma, y uniformes en las dimensiones, sin frutos aparejados y sin formaciones anormales, de unos 29,81 gramos en promedio, cuya epidermis es gruesa, de textura medio áspera al tacto, de consistencia media, con color basal de fondo verde claro, y con otros colores de sobre color sin bandas regulares, y con zonas irregulares amarillas, con lenticelas de cantidad intermedia de un tamaño mediano de color blanco. Ostiolo de anchura pequeña a mediana con gota ausente, y el tamaño de las escamas medianas con un color similar al de la piel, semiadheridas a la piel, resistencia al desprendimiento media. Pedúnculo con forma corto y grueso, con una longitud promedio de 3,03 mm verde amarillento. Costillas intermedias, grietas longitudinales escasas pequeñas, firmeza media. De sabor dulce, aromático, jugoso, con un % de sólidos solubles totales bajo, con grosor de la carne (mesocarpio) de 6,58 cm, con color de la pulpa rosa. Con cavidad interna intermedia, con aquenios pequeños a medianos en tamaño y en una cantidad intermedia. Los frutos maduran con un inicio de maduración de los higos sobre inicios de agosto a mediados de septiembre. Cosecha con rendimiento productivo mediano, y periodo de cosecha mediano.
Se usa en alimentación humana y en animal en ganado porcino. Difícil abscisión del pedúnculo, con una buena facilidad de pelado. Debido a su epidermis mediana y consistencia mediana, son resistentes al transporte, a las lluvias, al agriado, y a la apertura del ostiolo. Con poca susceptibilidad al desprendimiento del árbol cuando madura.

## Cultivo
'Bicariña', se utiliza en alimentación humana, y en alimentación animal. Se está tratando de recuperar su cultivo en las islas Canarias.
El cultivo de las higueras en general dentro de España, Extremadura es la región con mayor superficie cultivada, en torno a las 5.300 hectáreas de un total de 11.629 has. Le siguen en extensión de cultivo islas Baleares con 2.287 has, Andalucía con 1.874 has, Galicia con 638 has, Comunidad Valenciana con 242 has, y Canarias con 290 has.